# Wilson Leiva
Wilson Luis Leiva López (n. Curuguaty, Canindeyú, Paraguay; 15 de abril de 1991) es un futbolista paraguayo. Juega de delantero.

## Trayectoria
Debutó como delantero en el Club Deportivo Santaní en el año 2012. A mediados del año 2015 es transferido al Club Libertad. En 2019 fue de préstamo al Club Guarani.Y en marzo de 2020 firma con el Schalke 04, siendo el paso más grande de su carrera.Hasta el año 2023 que se transfiere al Club Ciudad Nueva.

## Clubes

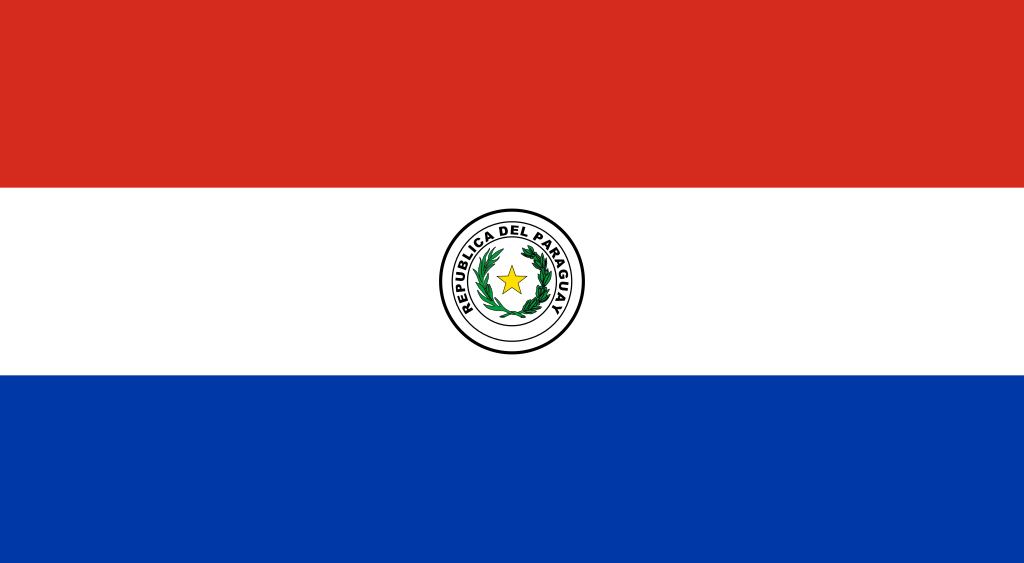

| Club              | País                    | Año         |
| ----------------- | ----------------------- | ----------- |
| Dep. Santaní      | Paraguay                | 2012 - 2015 |
| Libertad          | Paraguay                | 2015 - 2018 |
| Club Guaraní      | Paraguay                | 2019        |
| Shalke 04         | ALEMANIA                | 2020        |
| Dep. Santaní      | Paraguay                | 2021        |
| Club Ciudad Nueva | [[Paraguay\| Paraguay]] | 2023        |

## Estadísticas
| Club                  | Div                 | Temporada           | Liga | Liga | Copa Nacional | Copa Nacional | Copa Internacional | Copa Internacional | Total | Total |
| Club                  | Div                 | Temporada           | PJ   | G    | PJ            | G             | PJ                 | G                  | PJ    | G     |
| --------------------- | ------------------- | ------------------- | ---- | ---- | ------------- | ------------- | ------------------ | ------------------ | ----- | ----- |
| Dep. Santaní Paraguay |                     |                     |      |      |               |               |                    |                    |       |       |
| 1.ª                   | 2015                | 18                  | 8    | -    | -             | -             | -                  | 18                 | 8     |       |
| Total                 | Total               | 18                  | 8    | -    | -             | -             | -                  | 18                 | 8     |       |
| Libertad Paraguay     |                     |                     |      |      |               |               |                    |                    |       |       |
| 1.ª                   | 2015                | 17                  | 7    | -    | -             | 3             | 0                  | 20                 | 7     |       |
| Total                 | Total               | 17                  | 7    | -    | -             | 3             | 0                  | 20                 | 7     |       |
| Total en su carrera   | Total en su carrera | Total en su carrera | 35   | 15   | -             | -             | 3                  | 0                  | 38    | 15    |

## Palmarés

### Campeonatos nacionales
| Título          | Club     | País     | Año  |
| --------------- | -------- | -------- | ---- |
| Torneo Apertura | Libertad | Paraguay | 2016 |
| Torneo Apertura | Libertad | Paraguay | 2017 |